# گاوریلوف ۴۶۵۸
سیارک ۴۶۵۸ (به انگلیسی: 4658 Gavrilov، نامگذاری:1979SO11) چهار هزار و ششصد و پنجاه و هشتمین سیارک کشف شده‌است که در ۲۴ سپتامبر ۱۹۷۹ کشف شد.
قدر مطلق سیارک برابر ۱۲٫۴۰ است.